# Ротс, Маурен
Маурен Ротс (нидерл. Maureen Rots; род. 25 февраля 1993, Зволле, Нидерланды) — нидерландская легкоатлетка, специализирующаяся в многоборье. Чемпионка Нидерландов в семиборье (2015).

## Биография
Тренируется в клубе AV’34 из Апелдорна под руководством Барта Беннема.
В юношеские годы неоднократно становилась призёром национальных соревнований в многоборье. В 2014 году участвовала в Кубке Европы по многоборьям, где заняла 19-е место в личном зачёте и стала серебряным призёром в составе сборной.
Личный рекорд в семиборье (5559 очков) установила на Кубке Европы в 2015 году. В том же сезоне впервые в карьере стала чемпионкой страны.

## Личные рекорды в отдельных видах семиборья
| Дисциплина        | Результат | Год  |
| ----------------- | --------- | ---- |
| 100 м с барьерами | 14,25     | 2015 |
| Прыжок в высоту   | 1,74 м    | 2010 |
| Толкание ядра     | 12,57 м   | 2014 |
| 200 м             | 25,17     | 2015 |
| Прыжок в длину    | 5,97 м    | 2015 |
| Метание копья     | 43,62 м   | 2015 |
| 800 м             | 2.20,68   | 2012 |

## Основные результаты
| Год  | Турнир                      | Место проведения | Дисциплина | Место | Результат |
| ---- | --------------------------- | ---------------- | ---------- | ----- | --------- |
| 2014 | Кубок Европы по многоборьям | Торунь, Польша   | семиборье  | 19-е  | 5282      |
| 2015 | Кубок Европы по многоборьям | Обань, Франция   | семиборье  | 12-е  | 5559      |